# كأس ديفيز 1978
كأس ديفيز 1978 هو الموسم 67 من  كأس ديفيز. فاز فيه منتخب الولايات المتحدة لكأس ديفيز.